# Einiosaurus
Einiosaurus é um gênero de dinossauro ceratopsiano centrossauríneo herbívoro do Cretáceo Superior (estágio Campaniano) do noroeste de Montana. O nome significa "lagarto bisão", uma combinação de "eini" ("bisão" na linguagem indígena Blackfeet) e "sauros" (grego antigo latinizado); o nome específico (procurvicornis) significa "com um chifre curvado para a frente" em latim. O Einiosaurus é de tamanho médio, com um comprimento corporal estimado em 4,5 metros.

## História da descoberta

### Expedições de Horner em Landslide Butte

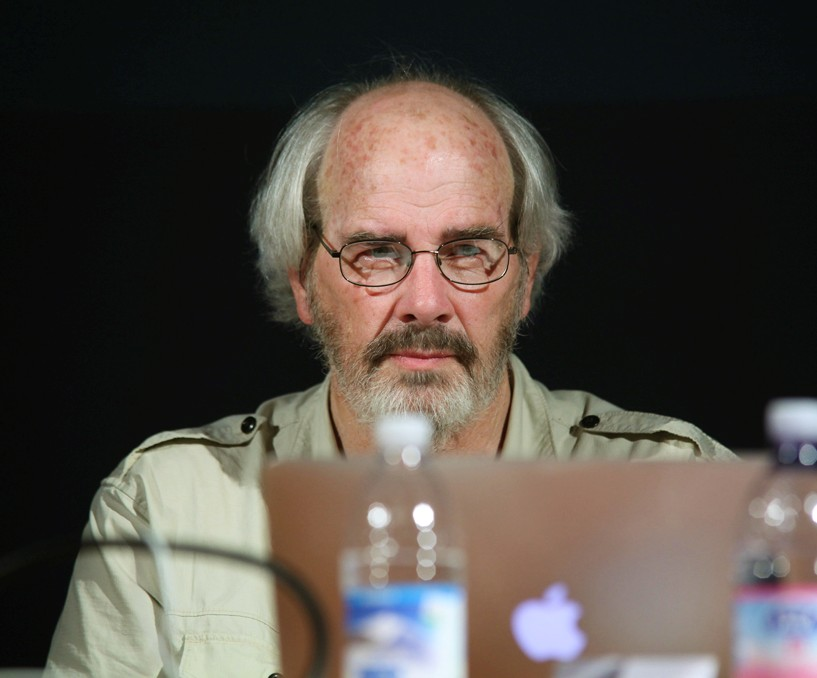
Jack Horner liderou a equipe que descobriu o Einiosaurus

O paleontólogo Jack Horner não estava procurando por dinossauros com chifres. Na primavera de 1985, ele foi informado pelo proprietário de terras Jim Peebles que não teria mais permissão para acessar o sítio arqueológico "Egg Mountain" em Willow Creek, onde durante seis anos uma colônia de nidificação de Maiasaura havia sido escavada. Isso forçou Horner a encontrar um local alternativo, pois suprimentos já haviam sido comprados para uma nova temporada de verão e quatorze voluntários e estudantes deveriam ser contratados por ele. Ele investigou dois sítios, Devil's Pocket e Red Rocks, que, no entanto, provaram conter poucos fósseis. Por alguns anos, desde 1982, Horner solicitou ao Conselho Tribal Indígena Blackfeet acesso ao sítio de Landslide Butte. As anotações de campo de Charles Whitney Gilmore da década de 1920 indicavam que ovos de dinossauro poderiam ser encontrados lá. O conselho havia recusado consistentemente seus pedidos por temer uma perturbação generalizada da reserva. No entanto, um de seus membros, Marvin Weatherwax, havia observado anteriormente, em 1985, que uma escavação de um mosassaurídeo por Horner no Lago Four Horns havia causado apenas danos limitados à paisagem. No início de julho, o conselho concedeu a Horner acesso a toda a reserva.
No início de agosto, Bob Makela, associado de Horner, descobriu a Pedreira Dino Ridge, contendo extensos restos de ceratopsídeos, nas terras do fazendeiro Ricky Reagan. As chuvas constantes prejudicaram as operações naquele ano. Em 20 de junho de 1986, uma equipe de dezesseis pessoas retornou para reabrir a pedreira. Uma grande e densa concentração de ossos, um leito ósseo, foi escavada, com até quarenta ossos por metro quadrado presentes. Isso foi interpretado como representando uma manada inteira que havia perecido. No final de agosto de 1986, Horner e a preparadora Carrie Ancell, nas terras de Gloria Sundquist, descobriram um segundo sítio de dinossauros com chifres, a uma milha de distância do primeiro, chamado Canyon Bone Bed, no qual dois crânios relativamente completos foram desenterrados. Os crânios tiveram que ser removidos de um penhasco bastante íngreme e pesavam cerca de meia tonelada quando rebocados. Eles foram transportados por um Bell UH-1 Iroquois da Guarda Nacional do Exército dos Estados Unidos para caminhões para serem transportados. A constituição aberrante desses crânios sugeriu a Horner que eles poderiam representar um táxon desconhecido. Beneficiando-se inesperadamente de uma bolsa de US$ 204.000 do Programa MacArthur Fellows, Horner conseguiu reabrir as duas pedreiras de leito ósseo em 1987. Naquele ano, quase todos os fósseis foram removidos e podiam ser acessados sem o uso de equipamentos mecanizados de movimentação de terra. Além disso, um crânio adicional de dinossauro com chifres foi escavado de uma camada um pouco mais jovem. Em 1988, mais material de ceratopsídeo foi encontrado em um local mais ao sul, o Blacktail Creek North. Na segunda semana de junho de 1989, o estudante Scott Donald Sampson, no contexto de sua pesquisa de doutorado com uma pequena equipe, reabriu o Canyon Bone Bed, enquanto Patrick Leiggi naquele verão, com um número limitado de trabalhadores, reiniciou a escavação da Pedreira Dino Ridge. No mesmo ano, o próprio Horner encontrou mais fósseis de dinossauros com chifres no Blacktail Creek North. Em 1990, as expedições foram encerradas porque a reserva permitiu o acesso a caçadores comerciais de fósseis que rapidamente escavaram os locais com escavadeiras, devido à falta de documentação adequada, diminuindo significativamente o valor científico das descobertas.

### Interpretação dos fósseis coletados

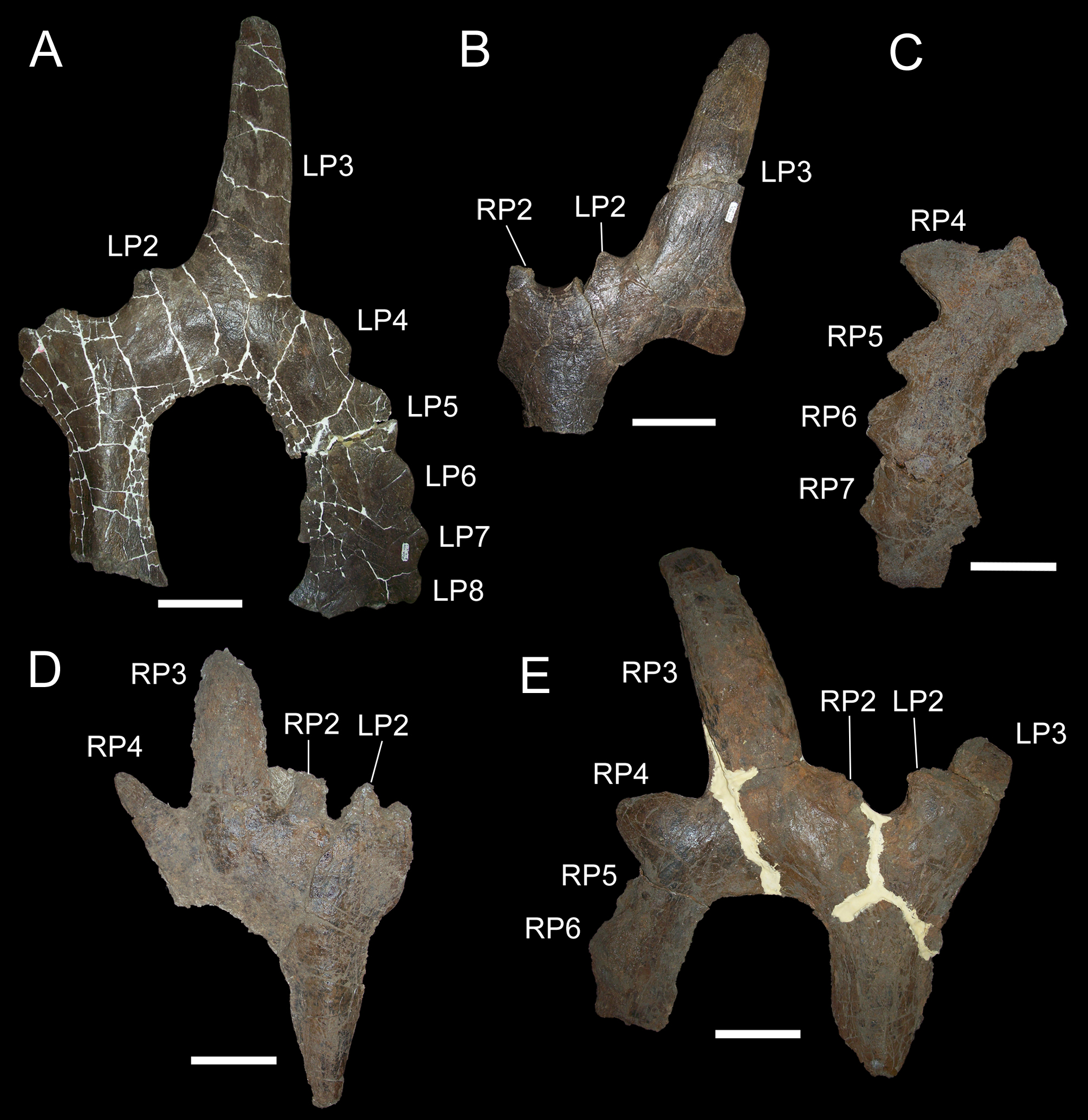
Ossos do folho parietal do Einiosaurus, incluindo o do espécime holótipo (A, MOR 456 8-9-6-1)

Na época das expedições, presumia-se que todos os fósseis de dinossauros com chifres encontrados na reserva pertenciam a uma única espécie, especialmente porque vinham de um período geológico limitado, com duração estimada em cerca de meio milhão de anos.  Na década de 1920, George Freyer Sternberg já havia encontrado ossos de ceratopsídeos lá, que foram nomeados como uma segunda espécie de Styracosaurus: S. ovatus.  O material era bastante limitado e a validade desta espécie era questionada, alguns a considerando um nomen dubium. Os novos restos abundantes pareciam provar que a espécie era real, também porque diferia claramente da espécie-tipo de Styracosaurus, S. albertensis.  O estudo tafonômico abrangente de Raymond Robert Rogers de 1990, no entanto, não se comprometeu totalmente com essa identificação, apenas mencionando um Styracosaurus sp. Rogers juntou-se à expedição em 1987. Isso refletiu o fato de os membros da expedição terem começado a considerar a possibilidade de a espécie ser completamente nova para a ciência, referindo-se informalmente a ela como "Styracosaurus makeli" em homenagem a Bob Makela, que havia falecido em um acidente de trânsito em junho de 1987. Em 1990, esse nome, como um nomen nudum inválido por falta de descrição, apareceu na legenda de uma foto de um livro de Stephen Czerkas.
Horner era especialista em Hadrosauridae, cujos sítios também haviam sido descobertos em Landslide Butte, incluindo os juvenis e ovos que eram o foco de sua pesquisa. Ele tinha menos afinidade por outros tipos de dinossauros.  Em 1987 e 1989, para resolver a questão do Styracosaurus, o especialista em dinossauros com chifres Peter Dodson foi convidado a investigar as novas descobertas de ceratopsianos.  Em 1990, o material fóssil foi visto por Dodson como fortalecedor da hipótese de um Styracosaurus ovatus distinto, distinto do Styracosaurus albertensis.
Horner gradualmente mudou de ideia sobre o assunto. Embora ainda acreditasse na existência de uma única população de dinossauros com chifres, ele começou a considerá-la uma cronoespécie, uma série evolutiva de táxons. Em 1992, ele os descreveu em um artigo como três "táxons de transição" que preencheram a lacuna entre o antigo Styracosaurus e o posterior Pachyrhinosaurus. Ele deliberadamente se recusou a nomear esses três táxons. A forma mais antiga foi indicada como "Táxon de Transição A", representada principalmente pelo crânio MOR 492. Em seguida, veio o "Táxon B" – os muitos esqueletos da Pedreira Dinosaur Ridge e do Canyon Bone Bed. O mais jovem foi o "Taxon C", representado pelo crânio MOR 485 encontrado em 1987 e pelos fósseis de dinossauros com chifres do Blacktail Creek North. Em um livro de 1997, Horner se referiu aos três táxons como "centrosaurine 1.", "centrosaurine 2." e "centrosaurine 3."

### Sampson nomeiaEiniosaurus

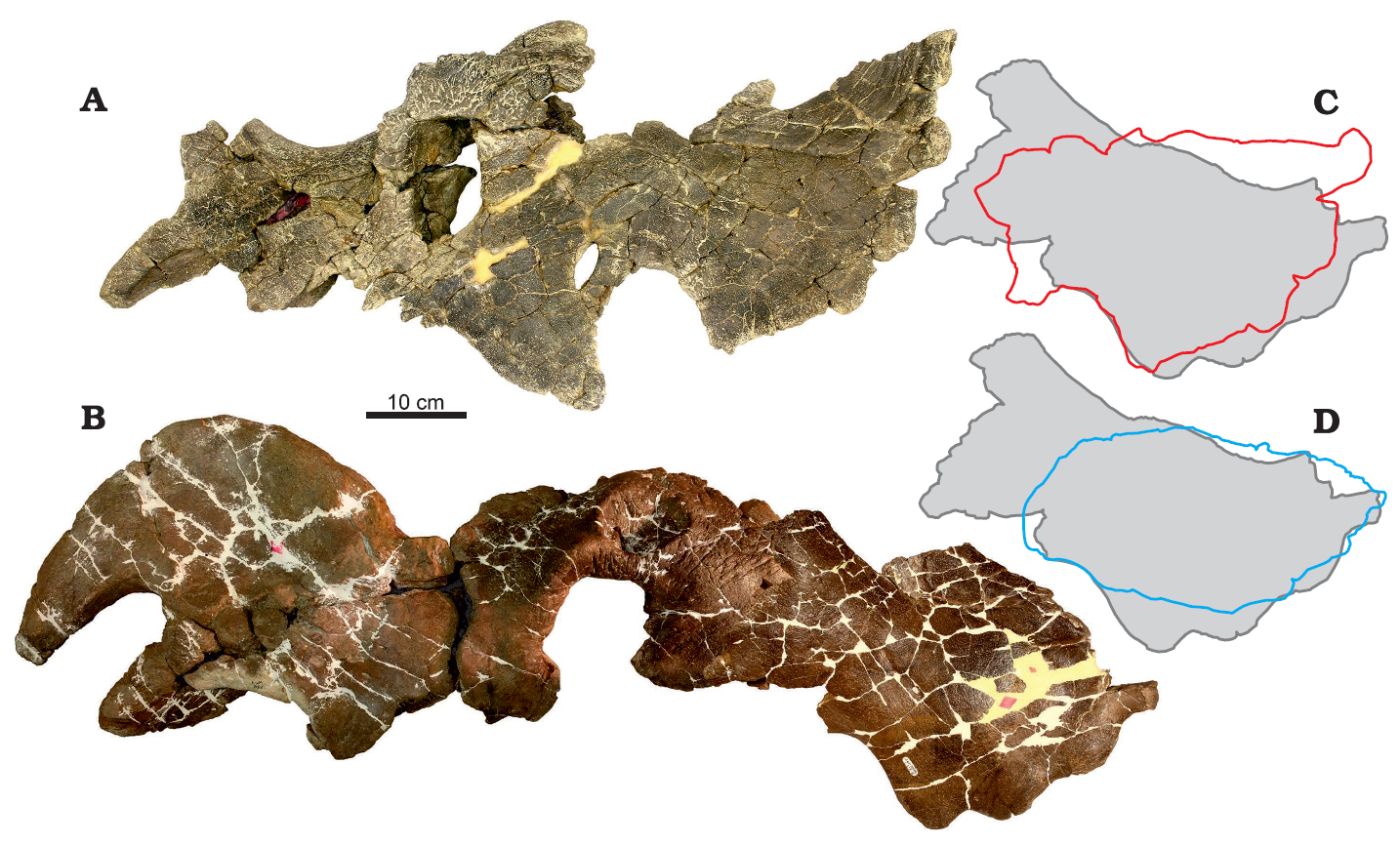
Crânio de um subadulto Einiosaurus (A, espécime MOR 456 8-8-87-1) e de um holótipo adulto (B), com contornos de ossos esquamosais sobrepostos para comparação

Em 1994, Sampson, em uma palestra durante a reunião anual da Sociedade de Paleontologia de Vertebrados, nomeou o "Taxon B" de Horner como um novo gênero e espécie, Einiosaurus procurvicornis. Embora um resumo tenha sido publicado contendo uma descrição suficiente, tornando o nome válido, ele ainda não identificava pelo número de inventário um holótipo, um espécime portador de nome. O mesmo resumo nomeou o Tipo C como Achelousaurus horneri. Em 1995, Sampson publicou um artigo maior, indicando o holótipo. O nome genérico Einiosaurus é derivado do Blackfeet eini, "bisão-americano", e do grego latinizado saurus, "lagarto". O nome foi escolhido para homenagear a tribo Blackfeet, mas também para refletir o fato de que os ceratopsídeos eram, nas palavras de Sampson, "os búfalos do Cretáceo", vivendo em rebanhos e tendo uma vida complexa. Segundo Sampson, o nome deveria ser pronunciado como "eye-knee-o-saurus". O nome específico deriva do latim procurvus, "curvado para a frente", e cornu, "chifre", referindo-se ao corno nasal curvado para a frente.
O holótipo, MOR 456-8-9-6-1, foi encontrado em uma camada da Formação Two Medicine, datada do final do Campaniano. Consiste em um crânio parcial, incluindo o corno nasal, a área supraorbital e parte do osso parietal do folho craniano. O crânio representa um indivíduo adulto. Sampson referiu muitos outros espécimes à espécie. Ele indicou que material fóssil adicional do Canyon Bone Bed havia sido incluído no inventário com o número MOR 456. Isso incluía mais dois crânios adultos e ossos cranianos e pós-cranianos individuais de indivíduos de diferentes faixas etárias. Além disso, os fósseis da Pedreira Dino Ridge foram referidos. Eles foram catalogados sob o número MOR 373. Consistiam em cerca de duzentos ossos não articulados, novamente de animais de diferentes idades.

## Descrição

Comparação de tamanho com o humano

O Einiosaurus era um dinossauro herbívoro. Geralmente era tão grande quanto o Achelousaurus, embora muito menos robusto. Em 2010, Gregory S. Paul estimou o comprimento do corpo do Einiosaurus em 4,5 metros e seu peso em 1,3 toneladas. Ambos os táxons se enquadram na faixa de tamanho típica dos Centrosaurinae.
Em 1995, Sampson indicou várias características distintivas. O corno nasal tem uma base longa da frente para trás, é transversalmente achatado e fortemente curvado para a frente em alguns espécimes adultos. Os cornos supraorbitais da "testa", quando presentes, são baixos e arredondados, com uma superfície convexa na parte interna. As partes parietais da borda posterior do folho craniano apresentam, juntas, um único par de grandes espinhos curvos projetando-se para trás.
O Einiosaurus difere de todos os outros Centrosaurinae conhecidos por um corno nasal de base mais longa e mais procurvado, e por um corno supraorbital de base mais longa e mais arredondado visto de lado. Difere do Achelousaurus em particular por possuir grandes espinhos parietais que não são direcionados lateralmente em certa medida.

### Crânio

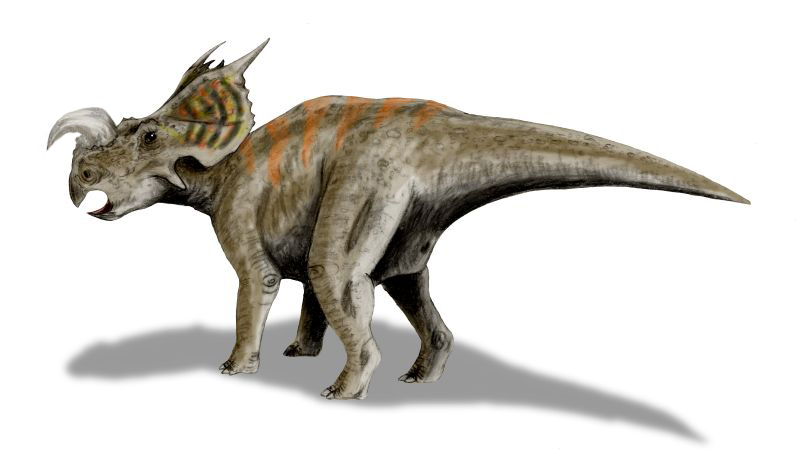
Restauração do animal em vida

Em 1995, Sampson descreveu apenas o crânio, não o pós-craniano, as partes posteriores ao crânio. Isso foi motivado pelo fato de que, nos centrossauríneos, o esqueleto pós-craniano é "conservador", ou seja, difere apenas ligeiramente entre as espécies. Sampson não conseguiu encontrar características nas quais o Einiosaurus diferisse de um centrossauríneo generalizado.
O crânio do holótipo é o maior conhecido e tem um comprimento total de 1,56 metros. O focinho é relativamente estreito e pontudo. O topo do focinho é formado pelos ossos nasais pareados. Suas superfícies superiores juntas sustentam o núcleo do corno nasal. Em 1995, além dos crânios, oito cornos nasais de ambos os leitos ósseos foram atribuídos ao Einiosaurus. Dois deles eram de subadultos. Eles mostram como o corno se desenvolveu durante o crescimento do animal. As metades do núcleo inicialmente separadas fundiram-se da ponta para baixo e se uniram em uma única estrutura na linha média. No estágio subadulto, o núcleo ainda apresentava uma sutura, no entanto. Os núcleos subadultos eram transversalmente achatados e relativamente pequenos, não maiores que 12 centímetros. Seis núcleos eram de adultos. Eles apresentavam dois tipos distintos. Dois núcleos eram pequenos e eretos, ou seja, direcionados verticalmente. Os outros quatro eram grandes e procurvados, fortemente curvados para a frente. Os chifres adultos assemelhavam-se aos subadultos por serem comprimidos transversalmente e possuírem uma base longa da frente para trás. Atrás, quase alcançavam os ossos frontais.

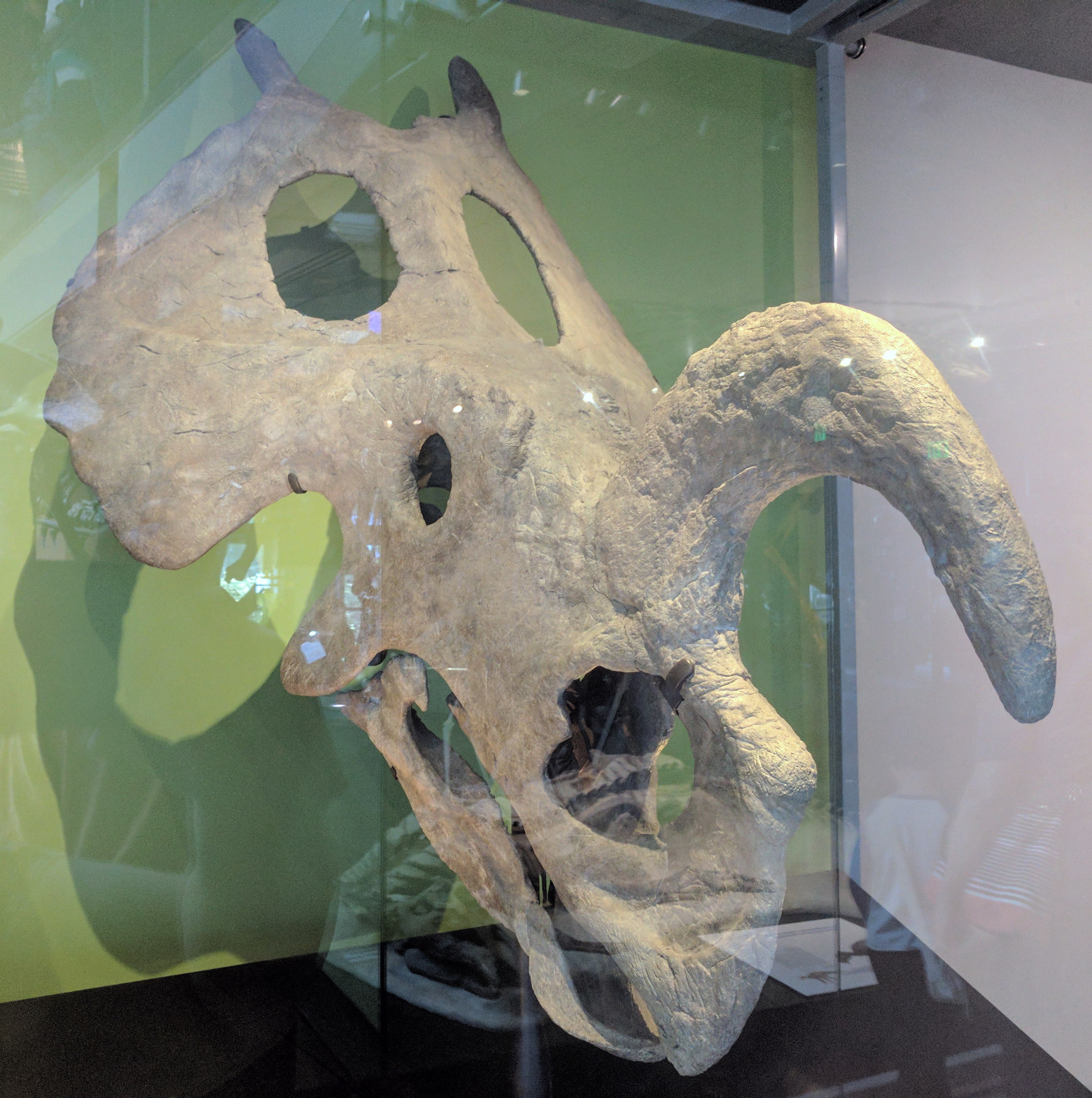
Crânio reconstruído em semi-perfil

Sampson comparou o corno nasal do Einiosaurus com os chifres de duas espécies relacionadas, Centrosaurus e Styracosaurus. A partir de grandes depósitos ósseos, numerosos chifres nasais de Centrosaurus são conhecidos, apresentando uma gama considerável de morfologias. Apesar de toda essa variação, os chifres do Einiosaurus podem ser claramente distinguidos deles. Eles são mais comprimidos lateralmente, ao contrário da seção transversal mais oval dos chifres do Centrosaurus. Os chifres adultos também são muito mais procurvados do que qualquer chifre nasal encontrado em depósitos de Centrosaurus. Os núcleos dos chifres do Styracosaurus são muito mais longos do que os do Einiosaurus, com até meio metro de comprimento, e eretos ou ligeiramente recurvados para trás.

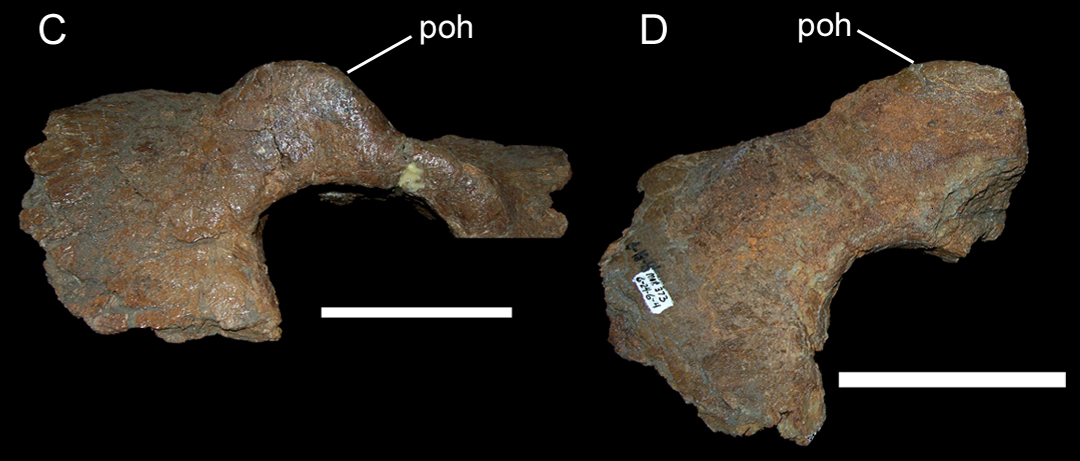
Ossos pós-orbitais

Além de um chifre no focinho, os centrossauríneos também possuíam chifres acima das órbitas oculares, núcleos supraorbitais. Esses núcleos eram formados pela fusão do osso pós-orbital com o osso palpebral, muito menor, à sua frente. Foram encontrados nove "chifres frontais" subadultos ou adultos. Todos compartilhavam a mesma constituição, sendo baixos, longos e arredondados. Isso difere dos chifres pontiagudos comuns com base oval, vistos em centrossauríneos típicos. Também é diferente das saliências supraorbitais vistas em Achelousaurus e Pachyrhinosaurus. No entanto, alguns chifres de Einiosaurus pareciam se aproximar das saliências. Três indivíduos mais velhos apresentaram um total de cinco casos em que o chifre, como tal, foi substituído por uma massa baixa e arredondada, às vezes com uma grande depressão na localização usual da ponta do chifre. O grande holótipo tem uma massa arredondada acima da órbita ocular esquerda, mas uma depressão de 85 milímetros de comprimento e 64 milímetros de largura, no lado direito. Segundo Sampson, isso reflete uma tendência geral dos centrosaurinos de reabsorver os chifres superciliares na vida adulta. Todos os espécimes conhecidos de Styracosaurus, por exemplo, apresentam uma região com sulcos em vez de chifres verdadeiros. O holótipo do Einiosaurus também apresenta uma massa óssea rugosa na região pós-orbital posterior do lado esquerdo.
Em todos os centrossauríneos, os ossos frontais são dobrados de tal forma que um teto "duplo" é formado com uma "cavidade supracraniana" entre eles. Uma fontanela perfura a camada superior. Em Einiosaurus, essa cavidade estende-se lateralmente, continuando para baixo, até o corno frontal. Em Centrosaurus e Styracosaurus, essas passagens são mais estreitas e não alcançam os cornos, mas Pachyrhinosaurus apresenta uma extensão comparável. Sampson, em 1995, também expôs suas visões gerais sobre esses tetos cranianos, que não são fáceis de interpretar devido à fusão. Segundo ele, os ossos frontais sempre se estendiam até os parietais, de modo que os pós-orbitais pareados nunca se contatavam. O osso parietal contribuiu apenas com uma pequena contribuição para a fontanela. O assoalho da cavidade é, na sutura fronto-parietal, perfurado por um grande forame na caixa craniana, sendo desconhecida a função dessa "abertura pineal".

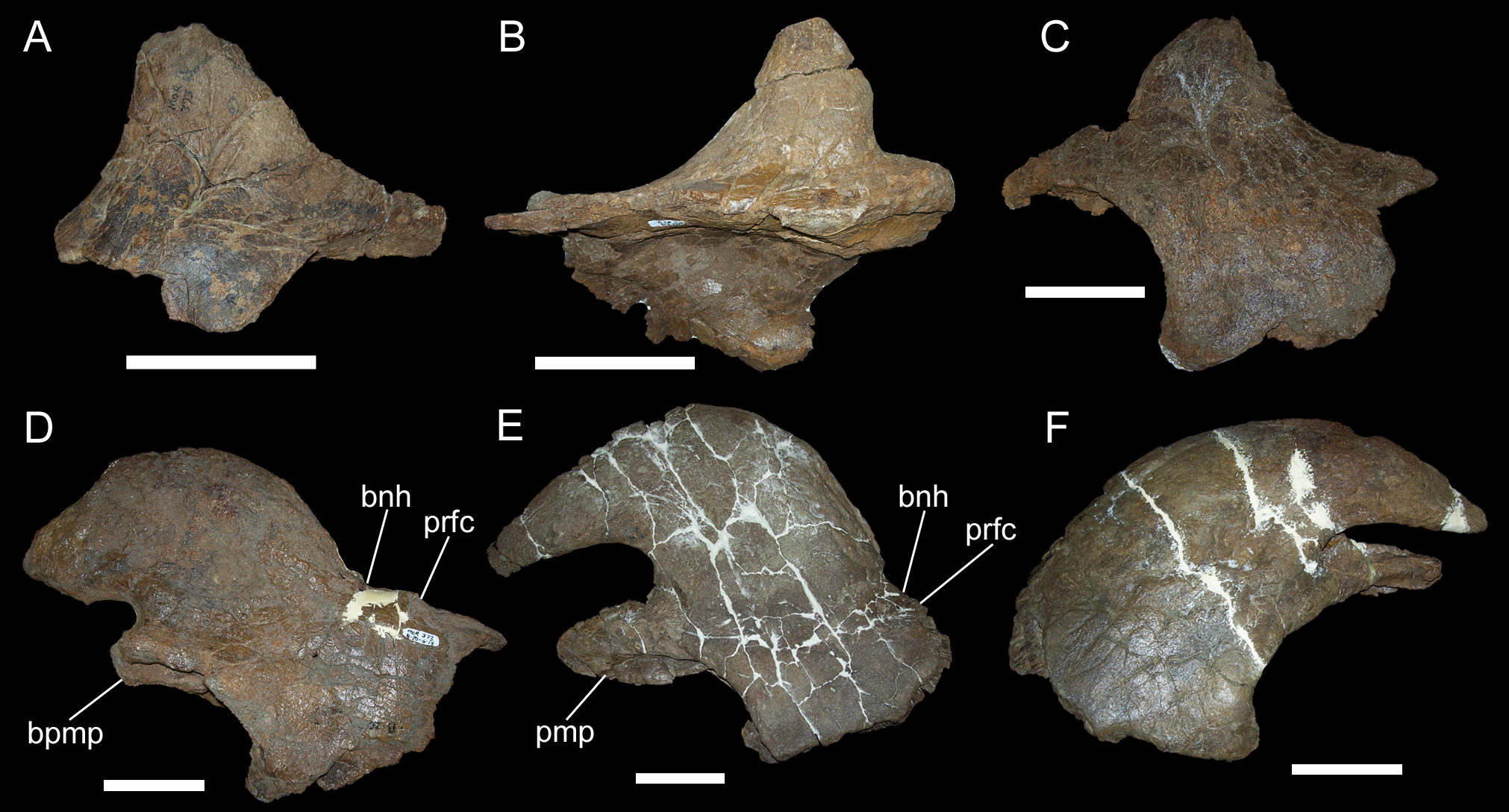
Ossos nasais de indivíduos mais jovens na fileira superior e de indivíduos mais velhos na fileira inferior

Seu focinho é estreito e muito pontudo. É tipicamente retratado com um chifre nasal baixo, fortemente curvado para a frente e para baixo, que se assemelha a um abridor de garrafas, embora isso só possa ocorrer em alguns adultos. Os chifres supraorbitais (acima dos olhos) são baixos, curtos e triangulares em vista superior, se presentes, ao contrário dos casmossauríneos, como o Triceratops, que possuem chifres supraorbitais proeminentes. Um par de grandes espinhos, os terceiros epiparietais, projeta-se para trás a partir do babado relativamente pequeno. Osteodermas menores adornam a borda do babado. Os primeiros epiparietais estão praticamente ausentes.

## Classificação
A colocação dos Einiosaurus dentro da Centrosaurinae é problemático devido à natureza transitória de várias partes de seu crânio e seus parentes mais próximos são os Centrosaurus e Styracosaurus ou Achelousaurus e Pachyrhinosaurus. A última hipótese é apoiada por Horner e seus colegas, onde o Einiosaurs é o mais antigo de uma série evolutiva em que os chifres nasais vão mudando gradualmente para a aspereza, como no Achelousaurs e Pachirhinosaurus que são o segundo e o terceiro da série.
Independentemente de qual hipótese é correta, Einiosaurus parecem ocupar uma posição intermediária com relação à evolução dos membros da família Centrosaurinae. As análises cladísticas desenvolvem-se gradualmente, refletindo novas descobertas e insights. Seus resultados podem ser apresentados em um cladograma, com as relações encontradas ordenadas em uma árvore evolutiva. O cladograma abaixo mostra a posição filogenética do Einiosaurus em um cladograma de Wilson e colaboradores, 2020.

|  | Medusaceratops lokii                                                                      |
|  |                                                                                           |
|  | \| \| Wendiceratops pinhornensis \| \| \| \| \| \| Sinoceratops zhuchengensis \| \| \| \| |
|  |                                                                                           |
|  | Wendiceratops pinhornensis                                                                |
|  |                                                                                           |
|  | Sinoceratops zhuchengensis                                                                |
|  |                                                                                           |

|  | Wendiceratops pinhornensis |
|  |                            |
|  | Sinoceratops zhuchengensis |
|  |                            |

|  | Medusaceratops lokii                                                                      |
|  |                                                                                           |
|  | \| \| Wendiceratops pinhornensis \| \| \| \| \| \| Sinoceratops zhuchengensis \| \| \| \| |
|  |                                                                                           |
|  | Wendiceratops pinhornensis                                                                |
|  |                                                                                           |
|  | Sinoceratops zhuchengensis                                                                |
|  |                                                                                           |

|  | Wendiceratops pinhornensis |
|  |                            |
|  | Sinoceratops zhuchengensis |
|  |                            |

|  | Machairoceratops cronusi |
|  |                          |
|  | Diabloceratops eatoni    |
|  |                          |

|  | Albertaceratops nesmoi                                                         |
|  |                                                                                |
|  | \| \| Nasutoceratops titusi \| \| \| \| \| \| Avaceratops lammersi \| \| \| \| |
|  |                                                                                |
|  | Nasutoceratops titusi                                                          |
|  |                                                                                |
|  | Avaceratops lammersi                                                           |
|  |                                                                                |

|  | Nasutoceratops titusi |
|  |                       |
|  | Avaceratops lammersi  |
|  |                       |

|  | Machairoceratops cronusi |
|  |                          |
|  | Diabloceratops eatoni    |
|  |                          |

|  | Albertaceratops nesmoi                                                         |
|  |                                                                                |
|  | \| \| Nasutoceratops titusi \| \| \| \| \| \| Avaceratops lammersi \| \| \| \| |
|  |                                                                                |
|  | Nasutoceratops titusi                                                          |
|  |                                                                                |
|  | Avaceratops lammersi                                                           |
|  |                                                                                |

|  | Nasutoceratops titusi |
|  |                       |
|  | Avaceratops lammersi  |
|  |                       |

|  | Medusaceratops lokii                                                                      |
|  |                                                                                           |
|  | \| \| Wendiceratops pinhornensis \| \| \| \| \| \| Sinoceratops zhuchengensis \| \| \| \| |
|  |                                                                                           |
|  | Wendiceratops pinhornensis                                                                |
|  |                                                                                           |
|  | Sinoceratops zhuchengensis                                                                |
|  |                                                                                           |

|  | Wendiceratops pinhornensis |
|  |                            |
|  | Sinoceratops zhuchengensis |
|  |                            |

|  | Medusaceratops lokii                                                                      |
|  |                                                                                           |
|  | \| \| Wendiceratops pinhornensis \| \| \| \| \| \| Sinoceratops zhuchengensis \| \| \| \| |
|  |                                                                                           |
|  | Wendiceratops pinhornensis                                                                |
|  |                                                                                           |
|  | Sinoceratops zhuchengensis                                                                |
|  |                                                                                           |

|  | Wendiceratops pinhornensis |
|  |                            |
|  | Sinoceratops zhuchengensis |
|  |                            |

|  | Machairoceratops cronusi |
|  |                          |
|  | Diabloceratops eatoni    |
|  |                          |

|  | Albertaceratops nesmoi                                                         |
|  |                                                                                |
|  | \| \| Nasutoceratops titusi \| \| \| \| \| \| Avaceratops lammersi \| \| \| \| |
|  |                                                                                |
|  | Nasutoceratops titusi                                                          |
|  |                                                                                |
|  | Avaceratops lammersi                                                           |
|  |                                                                                |

|  | Nasutoceratops titusi |
|  |                       |
|  | Avaceratops lammersi  |
|  |                       |

|  | Machairoceratops cronusi |
|  |                          |
|  | Diabloceratops eatoni    |
|  |                          |

|  | Albertaceratops nesmoi                                                         |
|  |                                                                                |
|  | \| \| Nasutoceratops titusi \| \| \| \| \| \| Avaceratops lammersi \| \| \| \| |
|  |                                                                                |
|  | Nasutoceratops titusi                                                          |
|  |                                                                                |
|  | Avaceratops lammersi                                                           |
|  |                                                                                |

|  | Nasutoceratops titusi |
|  |                       |
|  | Avaceratops lammersi  |
|  |                       |

|  | Spinops sternbergorum                                                           |
|  |                                                                                 |
|  | \| \| Centrosaurus apertus \| \| \| \| \| \| Coronosaurus brinkmani \| \| \| \| |
|  |                                                                                 |
|  | Centrosaurus apertus                                                            |
|  |                                                                                 |
|  | Coronosaurus brinkmani                                                          |
|  |                                                                                 |

|  | Centrosaurus apertus   |
|  |                        |
|  | Coronosaurus brinkmani |
|  |                        |

|  | Styracosaurus ovatus      |
|  |                           |
|  | Styracosaurus albertensis |
|  |                           |

|  | Pachyrhinosaurus lakustai                                                                  |
|  |                                                                                            |
|  | \| \| Pachyrhinosaurus perotorum \| \| \| \| \| \| Pachyrhinosaurus canadensis \| \| \| \| |
|  |                                                                                            |
|  | Pachyrhinosaurus perotorum                                                                 |
|  |                                                                                            |
|  | Pachyrhinosaurus canadensis                                                                |
|  |                                                                                            |

|  | Pachyrhinosaurus perotorum  |
|  |                             |
|  | Pachyrhinosaurus canadensis |
|  |                             |

|  | Pachyrhinosaurus lakustai                                                                  |
|  |                                                                                            |
|  | \| \| Pachyrhinosaurus perotorum \| \| \| \| \| \| Pachyrhinosaurus canadensis \| \| \| \| |
|  |                                                                                            |
|  | Pachyrhinosaurus perotorum                                                                 |
|  |                                                                                            |
|  | Pachyrhinosaurus canadensis                                                                |
|  |                                                                                            |

|  | Pachyrhinosaurus perotorum  |
|  |                             |
|  | Pachyrhinosaurus canadensis |
|  |                             |

|  | Pachyrhinosaurus lakustai                                                                  |
|  |                                                                                            |
|  | \| \| Pachyrhinosaurus perotorum \| \| \| \| \| \| Pachyrhinosaurus canadensis \| \| \| \| |
|  |                                                                                            |
|  | Pachyrhinosaurus perotorum                                                                 |
|  |                                                                                            |
|  | Pachyrhinosaurus canadensis                                                                |
|  |                                                                                            |

|  | Pachyrhinosaurus perotorum  |
|  |                             |
|  | Pachyrhinosaurus canadensis |
|  |                             |

|  | Pachyrhinosaurus lakustai                                                                  |
|  |                                                                                            |
|  | \| \| Pachyrhinosaurus perotorum \| \| \| \| \| \| Pachyrhinosaurus canadensis \| \| \| \| |
|  |                                                                                            |
|  | Pachyrhinosaurus perotorum                                                                 |
|  |                                                                                            |
|  | Pachyrhinosaurus canadensis                                                                |
|  |                                                                                            |

|  | Pachyrhinosaurus perotorum  |
|  |                             |
|  | Pachyrhinosaurus canadensis |
|  |                             |

|  | Pachyrhinosaurus lakustai                                                                  |
|  |                                                                                            |
|  | \| \| Pachyrhinosaurus perotorum \| \| \| \| \| \| Pachyrhinosaurus canadensis \| \| \| \| |
|  |                                                                                            |
|  | Pachyrhinosaurus perotorum                                                                 |
|  |                                                                                            |
|  | Pachyrhinosaurus canadensis                                                                |
|  |                                                                                            |

|  | Pachyrhinosaurus perotorum  |
|  |                             |
|  | Pachyrhinosaurus canadensis |
|  |                             |

|  | Pachyrhinosaurus lakustai                                                                  |
|  |                                                                                            |
|  | \| \| Pachyrhinosaurus perotorum \| \| \| \| \| \| Pachyrhinosaurus canadensis \| \| \| \| |
|  |                                                                                            |
|  | Pachyrhinosaurus perotorum                                                                 |
|  |                                                                                            |
|  | Pachyrhinosaurus canadensis                                                                |
|  |                                                                                            |

|  | Pachyrhinosaurus perotorum  |
|  |                             |
|  | Pachyrhinosaurus canadensis |
|  |                             |

|  | Pachyrhinosaurus lakustai                                                                  |
|  |                                                                                            |
|  | \| \| Pachyrhinosaurus perotorum \| \| \| \| \| \| Pachyrhinosaurus canadensis \| \| \| \| |
|  |                                                                                            |
|  | Pachyrhinosaurus perotorum                                                                 |
|  |                                                                                            |
|  | Pachyrhinosaurus canadensis                                                                |
|  |                                                                                            |

|  | Pachyrhinosaurus perotorum  |
|  |                             |
|  | Pachyrhinosaurus canadensis |
|  |                             |

|  | Pachyrhinosaurus lakustai                                                                  |
|  |                                                                                            |
|  | \| \| Pachyrhinosaurus perotorum \| \| \| \| \| \| Pachyrhinosaurus canadensis \| \| \| \| |
|  |                                                                                            |
|  | Pachyrhinosaurus perotorum                                                                 |
|  |                                                                                            |
|  | Pachyrhinosaurus canadensis                                                                |
|  |                                                                                            |

|  | Pachyrhinosaurus perotorum  |
|  |                             |
|  | Pachyrhinosaurus canadensis |
|  |                             |

|  | Styracosaurus ovatus      |
|  |                           |
|  | Styracosaurus albertensis |
|  |                           |

|  | Pachyrhinosaurus lakustai                                                                  |
|  |                                                                                            |
|  | \| \| Pachyrhinosaurus perotorum \| \| \| \| \| \| Pachyrhinosaurus canadensis \| \| \| \| |
|  |                                                                                            |
|  | Pachyrhinosaurus perotorum                                                                 |
|  |                                                                                            |
|  | Pachyrhinosaurus canadensis                                                                |
|  |                                                                                            |

|  | Pachyrhinosaurus perotorum  |
|  |                             |
|  | Pachyrhinosaurus canadensis |
|  |                             |

|  | Pachyrhinosaurus lakustai                                                                  |
|  |                                                                                            |
|  | \| \| Pachyrhinosaurus perotorum \| \| \| \| \| \| Pachyrhinosaurus canadensis \| \| \| \| |
|  |                                                                                            |
|  | Pachyrhinosaurus perotorum                                                                 |
|  |                                                                                            |
|  | Pachyrhinosaurus canadensis                                                                |
|  |                                                                                            |

|  | Pachyrhinosaurus perotorum  |
|  |                             |
|  | Pachyrhinosaurus canadensis |
|  |                             |

|  | Pachyrhinosaurus lakustai                                                                  |
|  |                                                                                            |
|  | \| \| Pachyrhinosaurus perotorum \| \| \| \| \| \| Pachyrhinosaurus canadensis \| \| \| \| |
|  |                                                                                            |
|  | Pachyrhinosaurus perotorum                                                                 |
|  |                                                                                            |
|  | Pachyrhinosaurus canadensis                                                                |
|  |                                                                                            |

|  | Pachyrhinosaurus perotorum  |
|  |                             |
|  | Pachyrhinosaurus canadensis |
|  |                             |

|  | Pachyrhinosaurus lakustai                                                                  |
|  |                                                                                            |
|  | \| \| Pachyrhinosaurus perotorum \| \| \| \| \| \| Pachyrhinosaurus canadensis \| \| \| \| |
|  |                                                                                            |
|  | Pachyrhinosaurus perotorum                                                                 |
|  |                                                                                            |
|  | Pachyrhinosaurus canadensis                                                                |
|  |                                                                                            |

|  | Pachyrhinosaurus perotorum  |
|  |                             |
|  | Pachyrhinosaurus canadensis |
|  |                             |

|  | Pachyrhinosaurus lakustai                                                                  |
|  |                                                                                            |
|  | \| \| Pachyrhinosaurus perotorum \| \| \| \| \| \| Pachyrhinosaurus canadensis \| \| \| \| |
|  |                                                                                            |
|  | Pachyrhinosaurus perotorum                                                                 |
|  |                                                                                            |
|  | Pachyrhinosaurus canadensis                                                                |
|  |                                                                                            |

|  | Pachyrhinosaurus perotorum  |
|  |                             |
|  | Pachyrhinosaurus canadensis |
|  |                             |

|  | Pachyrhinosaurus lakustai                                                                  |
|  |                                                                                            |
|  | \| \| Pachyrhinosaurus perotorum \| \| \| \| \| \| Pachyrhinosaurus canadensis \| \| \| \| |
|  |                                                                                            |
|  | Pachyrhinosaurus perotorum                                                                 |
|  |                                                                                            |
|  | Pachyrhinosaurus canadensis                                                                |
|  |                                                                                            |

|  | Pachyrhinosaurus perotorum  |
|  |                             |
|  | Pachyrhinosaurus canadensis |
|  |                             |

|  | Pachyrhinosaurus lakustai                                                                  |
|  |                                                                                            |
|  | \| \| Pachyrhinosaurus perotorum \| \| \| \| \| \| Pachyrhinosaurus canadensis \| \| \| \| |
|  |                                                                                            |
|  | Pachyrhinosaurus perotorum                                                                 |
|  |                                                                                            |
|  | Pachyrhinosaurus canadensis                                                                |
|  |                                                                                            |

|  | Pachyrhinosaurus perotorum  |
|  |                             |
|  | Pachyrhinosaurus canadensis |
|  |                             |

|  | Pachyrhinosaurus lakustai                                                                  |
|  |                                                                                            |
|  | \| \| Pachyrhinosaurus perotorum \| \| \| \| \| \| Pachyrhinosaurus canadensis \| \| \| \| |
|  |                                                                                            |
|  | Pachyrhinosaurus perotorum                                                                 |
|  |                                                                                            |
|  | Pachyrhinosaurus canadensis                                                                |
|  |                                                                                            |

|  | Pachyrhinosaurus perotorum  |
|  |                             |
|  | Pachyrhinosaurus canadensis |
|  |                             |

|  | Spinops sternbergorum                                                           |
|  |                                                                                 |
|  | \| \| Centrosaurus apertus \| \| \| \| \| \| Coronosaurus brinkmani \| \| \| \| |
|  |                                                                                 |
|  | Centrosaurus apertus                                                            |
|  |                                                                                 |
|  | Coronosaurus brinkmani                                                          |
|  |                                                                                 |

|  | Centrosaurus apertus   |
|  |                        |
|  | Coronosaurus brinkmani |
|  |                        |

|  | Styracosaurus ovatus      |
|  |                           |
|  | Styracosaurus albertensis |
|  |                           |

|  | Pachyrhinosaurus lakustai                                                                  |
|  |                                                                                            |
|  | \| \| Pachyrhinosaurus perotorum \| \| \| \| \| \| Pachyrhinosaurus canadensis \| \| \| \| |
|  |                                                                                            |
|  | Pachyrhinosaurus perotorum                                                                 |
|  |                                                                                            |
|  | Pachyrhinosaurus canadensis                                                                |
|  |                                                                                            |

|  | Pachyrhinosaurus perotorum  |
|  |                             |
|  | Pachyrhinosaurus canadensis |
|  |                             |

|  | Pachyrhinosaurus lakustai                                                                  |
|  |                                                                                            |
|  | \| \| Pachyrhinosaurus perotorum \| \| \| \| \| \| Pachyrhinosaurus canadensis \| \| \| \| |
|  |                                                                                            |
|  | Pachyrhinosaurus perotorum                                                                 |
|  |                                                                                            |
|  | Pachyrhinosaurus canadensis                                                                |
|  |                                                                                            |

|  | Pachyrhinosaurus perotorum  |
|  |                             |
|  | Pachyrhinosaurus canadensis |
|  |                             |

|  | Pachyrhinosaurus lakustai                                                                  |
|  |                                                                                            |
|  | \| \| Pachyrhinosaurus perotorum \| \| \| \| \| \| Pachyrhinosaurus canadensis \| \| \| \| |
|  |                                                                                            |
|  | Pachyrhinosaurus perotorum                                                                 |
|  |                                                                                            |
|  | Pachyrhinosaurus canadensis                                                                |
|  |                                                                                            |

|  | Pachyrhinosaurus perotorum  |
|  |                             |
|  | Pachyrhinosaurus canadensis |
|  |                             |

|  | Pachyrhinosaurus lakustai                                                                  |
|  |                                                                                            |
|  | \| \| Pachyrhinosaurus perotorum \| \| \| \| \| \| Pachyrhinosaurus canadensis \| \| \| \| |
|  |                                                                                            |
|  | Pachyrhinosaurus perotorum                                                                 |
|  |                                                                                            |
|  | Pachyrhinosaurus canadensis                                                                |
|  |                                                                                            |

|  | Pachyrhinosaurus perotorum  |
|  |                             |
|  | Pachyrhinosaurus canadensis |
|  |                             |

|  | Pachyrhinosaurus lakustai                                                                  |
|  |                                                                                            |
|  | \| \| Pachyrhinosaurus perotorum \| \| \| \| \| \| Pachyrhinosaurus canadensis \| \| \| \| |
|  |                                                                                            |
|  | Pachyrhinosaurus perotorum                                                                 |
|  |                                                                                            |
|  | Pachyrhinosaurus canadensis                                                                |
|  |                                                                                            |

|  | Pachyrhinosaurus perotorum  |
|  |                             |
|  | Pachyrhinosaurus canadensis |
|  |                             |

|  | Pachyrhinosaurus lakustai                                                                  |
|  |                                                                                            |
|  | \| \| Pachyrhinosaurus perotorum \| \| \| \| \| \| Pachyrhinosaurus canadensis \| \| \| \| |
|  |                                                                                            |
|  | Pachyrhinosaurus perotorum                                                                 |
|  |                                                                                            |
|  | Pachyrhinosaurus canadensis                                                                |
|  |                                                                                            |

|  | Pachyrhinosaurus perotorum  |
|  |                             |
|  | Pachyrhinosaurus canadensis |
|  |                             |

|  | Pachyrhinosaurus lakustai                                                                  |
|  |                                                                                            |
|  | \| \| Pachyrhinosaurus perotorum \| \| \| \| \| \| Pachyrhinosaurus canadensis \| \| \| \| |
|  |                                                                                            |
|  | Pachyrhinosaurus perotorum                                                                 |
|  |                                                                                            |
|  | Pachyrhinosaurus canadensis                                                                |
|  |                                                                                            |

|  | Pachyrhinosaurus perotorum  |
|  |                             |
|  | Pachyrhinosaurus canadensis |
|  |                             |

|  | Pachyrhinosaurus lakustai                                                                  |
|  |                                                                                            |
|  | \| \| Pachyrhinosaurus perotorum \| \| \| \| \| \| Pachyrhinosaurus canadensis \| \| \| \| |
|  |                                                                                            |
|  | Pachyrhinosaurus perotorum                                                                 |
|  |                                                                                            |
|  | Pachyrhinosaurus canadensis                                                                |
|  |                                                                                            |

|  | Pachyrhinosaurus perotorum  |
|  |                             |
|  | Pachyrhinosaurus canadensis |
|  |                             |

|  | Styracosaurus ovatus      |
|  |                           |
|  | Styracosaurus albertensis |
|  |                           |

|  | Pachyrhinosaurus lakustai                                                                  |
|  |                                                                                            |
|  | \| \| Pachyrhinosaurus perotorum \| \| \| \| \| \| Pachyrhinosaurus canadensis \| \| \| \| |
|  |                                                                                            |
|  | Pachyrhinosaurus perotorum                                                                 |
|  |                                                                                            |
|  | Pachyrhinosaurus canadensis                                                                |
|  |                                                                                            |

|  | Pachyrhinosaurus perotorum  |
|  |                             |
|  | Pachyrhinosaurus canadensis |
|  |                             |

|  | Pachyrhinosaurus lakustai                                                                  |
|  |                                                                                            |
|  | \| \| Pachyrhinosaurus perotorum \| \| \| \| \| \| Pachyrhinosaurus canadensis \| \| \| \| |
|  |                                                                                            |
|  | Pachyrhinosaurus perotorum                                                                 |
|  |                                                                                            |
|  | Pachyrhinosaurus canadensis                                                                |
|  |                                                                                            |

|  | Pachyrhinosaurus perotorum  |
|  |                             |
|  | Pachyrhinosaurus canadensis |
|  |                             |

|  | Pachyrhinosaurus lakustai                                                                  |
|  |                                                                                            |
|  | \| \| Pachyrhinosaurus perotorum \| \| \| \| \| \| Pachyrhinosaurus canadensis \| \| \| \| |
|  |                                                                                            |
|  | Pachyrhinosaurus perotorum                                                                 |
|  |                                                                                            |
|  | Pachyrhinosaurus canadensis                                                                |
|  |                                                                                            |

|  | Pachyrhinosaurus perotorum  |
|  |                             |
|  | Pachyrhinosaurus canadensis |
|  |                             |

|  | Pachyrhinosaurus lakustai                                                                  |
|  |                                                                                            |
|  | \| \| Pachyrhinosaurus perotorum \| \| \| \| \| \| Pachyrhinosaurus canadensis \| \| \| \| |
|  |                                                                                            |
|  | Pachyrhinosaurus perotorum                                                                 |
|  |                                                                                            |
|  | Pachyrhinosaurus canadensis                                                                |
|  |                                                                                            |

|  | Pachyrhinosaurus perotorum  |
|  |                             |
|  | Pachyrhinosaurus canadensis |
|  |                             |

|  | Pachyrhinosaurus lakustai                                                                  |
|  |                                                                                            |
|  | \| \| Pachyrhinosaurus perotorum \| \| \| \| \| \| Pachyrhinosaurus canadensis \| \| \| \| |
|  |                                                                                            |
|  | Pachyrhinosaurus perotorum                                                                 |
|  |                                                                                            |
|  | Pachyrhinosaurus canadensis                                                                |
|  |                                                                                            |

|  | Pachyrhinosaurus perotorum  |
|  |                             |
|  | Pachyrhinosaurus canadensis |
|  |                             |

|  | Pachyrhinosaurus lakustai                                                                  |
|  |                                                                                            |
|  | \| \| Pachyrhinosaurus perotorum \| \| \| \| \| \| Pachyrhinosaurus canadensis \| \| \| \| |
|  |                                                                                            |
|  | Pachyrhinosaurus perotorum                                                                 |
|  |                                                                                            |
|  | Pachyrhinosaurus canadensis                                                                |
|  |                                                                                            |

|  | Pachyrhinosaurus perotorum  |
|  |                             |
|  | Pachyrhinosaurus canadensis |
|  |                             |

|  | Pachyrhinosaurus lakustai                                                                  |
|  |                                                                                            |
|  | \| \| Pachyrhinosaurus perotorum \| \| \| \| \| \| Pachyrhinosaurus canadensis \| \| \| \| |
|  |                                                                                            |
|  | Pachyrhinosaurus perotorum                                                                 |
|  |                                                                                            |
|  | Pachyrhinosaurus canadensis                                                                |
|  |                                                                                            |

|  | Pachyrhinosaurus perotorum  |
|  |                             |
|  | Pachyrhinosaurus canadensis |
|  |                             |

|  | Pachyrhinosaurus lakustai                                                                  |
|  |                                                                                            |
|  | \| \| Pachyrhinosaurus perotorum \| \| \| \| \| \| Pachyrhinosaurus canadensis \| \| \| \| |
|  |                                                                                            |
|  | Pachyrhinosaurus perotorum                                                                 |
|  |                                                                                            |
|  | Pachyrhinosaurus canadensis                                                                |
|  |                                                                                            |

|  | Pachyrhinosaurus perotorum  |
|  |                             |
|  | Pachyrhinosaurus canadensis |
|  |                             |

|  | Medusaceratops lokii                                                                      |
|  |                                                                                           |
|  | \| \| Wendiceratops pinhornensis \| \| \| \| \| \| Sinoceratops zhuchengensis \| \| \| \| |
|  |                                                                                           |
|  | Wendiceratops pinhornensis                                                                |
|  |                                                                                           |
|  | Sinoceratops zhuchengensis                                                                |
|  |                                                                                           |

|  | Wendiceratops pinhornensis |
|  |                            |
|  | Sinoceratops zhuchengensis |
|  |                            |

|  | Medusaceratops lokii                                                                      |
|  |                                                                                           |
|  | \| \| Wendiceratops pinhornensis \| \| \| \| \| \| Sinoceratops zhuchengensis \| \| \| \| |
|  |                                                                                           |
|  | Wendiceratops pinhornensis                                                                |
|  |                                                                                           |
|  | Sinoceratops zhuchengensis                                                                |
|  |                                                                                           |

|  | Wendiceratops pinhornensis |
|  |                            |
|  | Sinoceratops zhuchengensis |
|  |                            |

|  | Machairoceratops cronusi |
|  |                          |
|  | Diabloceratops eatoni    |
|  |                          |

|  | Albertaceratops nesmoi                                                         |
|  |                                                                                |
|  | \| \| Nasutoceratops titusi \| \| \| \| \| \| Avaceratops lammersi \| \| \| \| |
|  |                                                                                |
|  | Nasutoceratops titusi                                                          |
|  |                                                                                |
|  | Avaceratops lammersi                                                           |
|  |                                                                                |

|  | Nasutoceratops titusi |
|  |                       |
|  | Avaceratops lammersi  |
|  |                       |

|  | Machairoceratops cronusi |
|  |                          |
|  | Diabloceratops eatoni    |
|  |                          |

|  | Albertaceratops nesmoi                                                         |
|  |                                                                                |
|  | \| \| Nasutoceratops titusi \| \| \| \| \| \| Avaceratops lammersi \| \| \| \| |
|  |                                                                                |
|  | Nasutoceratops titusi                                                          |
|  |                                                                                |
|  | Avaceratops lammersi                                                           |
|  |                                                                                |

|  | Nasutoceratops titusi |
|  |                       |
|  | Avaceratops lammersi  |
|  |                       |

|  | Medusaceratops lokii                                                                      |
|  |                                                                                           |
|  | \| \| Wendiceratops pinhornensis \| \| \| \| \| \| Sinoceratops zhuchengensis \| \| \| \| |
|  |                                                                                           |
|  | Wendiceratops pinhornensis                                                                |
|  |                                                                                           |
|  | Sinoceratops zhuchengensis                                                                |
|  |                                                                                           |

|  | Wendiceratops pinhornensis |
|  |                            |
|  | Sinoceratops zhuchengensis |
|  |                            |

|  | Medusaceratops lokii                                                                      |
|  |                                                                                           |
|  | \| \| Wendiceratops pinhornensis \| \| \| \| \| \| Sinoceratops zhuchengensis \| \| \| \| |
|  |                                                                                           |
|  | Wendiceratops pinhornensis                                                                |
|  |                                                                                           |
|  | Sinoceratops zhuchengensis                                                                |
|  |                                                                                           |

|  | Wendiceratops pinhornensis |
|  |                            |
|  | Sinoceratops zhuchengensis |
|  |                            |

|  | Machairoceratops cronusi |
|  |                          |
|  | Diabloceratops eatoni    |
|  |                          |

|  | Albertaceratops nesmoi                                                         |
|  |                                                                                |
|  | \| \| Nasutoceratops titusi \| \| \| \| \| \| Avaceratops lammersi \| \| \| \| |
|  |                                                                                |
|  | Nasutoceratops titusi                                                          |
|  |                                                                                |
|  | Avaceratops lammersi                                                           |
|  |                                                                                |

|  | Nasutoceratops titusi |
|  |                       |
|  | Avaceratops lammersi  |
|  |                       |

|  | Machairoceratops cronusi |
|  |                          |
|  | Diabloceratops eatoni    |
|  |                          |

|  | Albertaceratops nesmoi                                                         |
|  |                                                                                |
|  | \| \| Nasutoceratops titusi \| \| \| \| \| \| Avaceratops lammersi \| \| \| \| |
|  |                                                                                |
|  | Nasutoceratops titusi                                                          |
|  |                                                                                |
|  | Avaceratops lammersi                                                           |
|  |                                                                                |

|  | Nasutoceratops titusi |
|  |                       |
|  | Avaceratops lammersi  |
|  |                       |

|  | Spinops sternbergorum                                                           |
|  |                                                                                 |
|  | \| \| Centrosaurus apertus \| \| \| \| \| \| Coronosaurus brinkmani \| \| \| \| |
|  |                                                                                 |
|  | Centrosaurus apertus                                                            |
|  |                                                                                 |
|  | Coronosaurus brinkmani                                                          |
|  |                                                                                 |

|  | Centrosaurus apertus   |
|  |                        |
|  | Coronosaurus brinkmani |
|  |                        |

|  | Styracosaurus ovatus      |
|  |                           |
|  | Styracosaurus albertensis |
|  |                           |

|  | Pachyrhinosaurus lakustai                                                                  |
|  |                                                                                            |
|  | \| \| Pachyrhinosaurus perotorum \| \| \| \| \| \| Pachyrhinosaurus canadensis \| \| \| \| |
|  |                                                                                            |
|  | Pachyrhinosaurus perotorum                                                                 |
|  |                                                                                            |
|  | Pachyrhinosaurus canadensis                                                                |
|  |                                                                                            |

|  | Pachyrhinosaurus perotorum  |
|  |                             |
|  | Pachyrhinosaurus canadensis |
|  |                             |

|  | Pachyrhinosaurus lakustai                                                                  |
|  |                                                                                            |
|  | \| \| Pachyrhinosaurus perotorum \| \| \| \| \| \| Pachyrhinosaurus canadensis \| \| \| \| |
|  |                                                                                            |
|  | Pachyrhinosaurus perotorum                                                                 |
|  |                                                                                            |
|  | Pachyrhinosaurus canadensis                                                                |
|  |                                                                                            |

|  | Pachyrhinosaurus perotorum  |
|  |                             |
|  | Pachyrhinosaurus canadensis |
|  |                             |

|  | Pachyrhinosaurus lakustai                                                                  |
|  |                                                                                            |
|  | \| \| Pachyrhinosaurus perotorum \| \| \| \| \| \| Pachyrhinosaurus canadensis \| \| \| \| |
|  |                                                                                            |
|  | Pachyrhinosaurus perotorum                                                                 |
|  |                                                                                            |
|  | Pachyrhinosaurus canadensis                                                                |
|  |                                                                                            |

|  | Pachyrhinosaurus perotorum  |
|  |                             |
|  | Pachyrhinosaurus canadensis |
|  |                             |

|  | Pachyrhinosaurus lakustai                                                                  |
|  |                                                                                            |
|  | \| \| Pachyrhinosaurus perotorum \| \| \| \| \| \| Pachyrhinosaurus canadensis \| \| \| \| |
|  |                                                                                            |
|  | Pachyrhinosaurus perotorum                                                                 |
|  |                                                                                            |
|  | Pachyrhinosaurus canadensis                                                                |
|  |                                                                                            |

|  | Pachyrhinosaurus perotorum  |
|  |                             |
|  | Pachyrhinosaurus canadensis |
|  |                             |

|  | Pachyrhinosaurus lakustai                                                                  |
|  |                                                                                            |
|  | \| \| Pachyrhinosaurus perotorum \| \| \| \| \| \| Pachyrhinosaurus canadensis \| \| \| \| |
|  |                                                                                            |
|  | Pachyrhinosaurus perotorum                                                                 |
|  |                                                                                            |
|  | Pachyrhinosaurus canadensis                                                                |
|  |                                                                                            |

|  | Pachyrhinosaurus perotorum  |
|  |                             |
|  | Pachyrhinosaurus canadensis |
|  |                             |

|  | Pachyrhinosaurus lakustai                                                                  |
|  |                                                                                            |
|  | \| \| Pachyrhinosaurus perotorum \| \| \| \| \| \| Pachyrhinosaurus canadensis \| \| \| \| |
|  |                                                                                            |
|  | Pachyrhinosaurus perotorum                                                                 |
|  |                                                                                            |
|  | Pachyrhinosaurus canadensis                                                                |
|  |                                                                                            |

|  | Pachyrhinosaurus perotorum  |
|  |                             |
|  | Pachyrhinosaurus canadensis |
|  |                             |

|  | Pachyrhinosaurus lakustai                                                                  |
|  |                                                                                            |
|  | \| \| Pachyrhinosaurus perotorum \| \| \| \| \| \| Pachyrhinosaurus canadensis \| \| \| \| |
|  |                                                                                            |
|  | Pachyrhinosaurus perotorum                                                                 |
|  |                                                                                            |
|  | Pachyrhinosaurus canadensis                                                                |
|  |                                                                                            |

|  | Pachyrhinosaurus perotorum  |
|  |                             |
|  | Pachyrhinosaurus canadensis |
|  |                             |

|  | Pachyrhinosaurus lakustai                                                                  |
|  |                                                                                            |
|  | \| \| Pachyrhinosaurus perotorum \| \| \| \| \| \| Pachyrhinosaurus canadensis \| \| \| \| |
|  |                                                                                            |
|  | Pachyrhinosaurus perotorum                                                                 |
|  |                                                                                            |
|  | Pachyrhinosaurus canadensis                                                                |
|  |                                                                                            |

|  | Pachyrhinosaurus perotorum  |
|  |                             |
|  | Pachyrhinosaurus canadensis |
|  |                             |

|  | Styracosaurus ovatus      |
|  |                           |
|  | Styracosaurus albertensis |
|  |                           |

|  | Pachyrhinosaurus lakustai                                                                  |
|  |                                                                                            |
|  | \| \| Pachyrhinosaurus perotorum \| \| \| \| \| \| Pachyrhinosaurus canadensis \| \| \| \| |
|  |                                                                                            |
|  | Pachyrhinosaurus perotorum                                                                 |
|  |                                                                                            |
|  | Pachyrhinosaurus canadensis                                                                |
|  |                                                                                            |

|  | Pachyrhinosaurus perotorum  |
|  |                             |
|  | Pachyrhinosaurus canadensis |
|  |                             |

|  | Pachyrhinosaurus lakustai                                                                  |
|  |                                                                                            |
|  | \| \| Pachyrhinosaurus perotorum \| \| \| \| \| \| Pachyrhinosaurus canadensis \| \| \| \| |
|  |                                                                                            |
|  | Pachyrhinosaurus perotorum                                                                 |
|  |                                                                                            |
|  | Pachyrhinosaurus canadensis                                                                |
|  |                                                                                            |

|  | Pachyrhinosaurus perotorum  |
|  |                             |
|  | Pachyrhinosaurus canadensis |
|  |                             |

|  | Pachyrhinosaurus lakustai                                                                  |
|  |                                                                                            |
|  | \| \| Pachyrhinosaurus perotorum \| \| \| \| \| \| Pachyrhinosaurus canadensis \| \| \| \| |
|  |                                                                                            |
|  | Pachyrhinosaurus perotorum                                                                 |
|  |                                                                                            |
|  | Pachyrhinosaurus canadensis                                                                |
|  |                                                                                            |

|  | Pachyrhinosaurus perotorum  |
|  |                             |
|  | Pachyrhinosaurus canadensis |
|  |                             |

|  | Pachyrhinosaurus lakustai                                                                  |
|  |                                                                                            |
|  | \| \| Pachyrhinosaurus perotorum \| \| \| \| \| \| Pachyrhinosaurus canadensis \| \| \| \| |
|  |                                                                                            |
|  | Pachyrhinosaurus perotorum                                                                 |
|  |                                                                                            |
|  | Pachyrhinosaurus canadensis                                                                |
|  |                                                                                            |

|  | Pachyrhinosaurus perotorum  |
|  |                             |
|  | Pachyrhinosaurus canadensis |
|  |                             |

|  | Pachyrhinosaurus lakustai                                                                  |
|  |                                                                                            |
|  | \| \| Pachyrhinosaurus perotorum \| \| \| \| \| \| Pachyrhinosaurus canadensis \| \| \| \| |
|  |                                                                                            |
|  | Pachyrhinosaurus perotorum                                                                 |
|  |                                                                                            |
|  | Pachyrhinosaurus canadensis                                                                |
|  |                                                                                            |

|  | Pachyrhinosaurus perotorum  |
|  |                             |
|  | Pachyrhinosaurus canadensis |
|  |                             |

|  | Pachyrhinosaurus lakustai                                                                  |
|  |                                                                                            |
|  | \| \| Pachyrhinosaurus perotorum \| \| \| \| \| \| Pachyrhinosaurus canadensis \| \| \| \| |
|  |                                                                                            |
|  | Pachyrhinosaurus perotorum                                                                 |
|  |                                                                                            |
|  | Pachyrhinosaurus canadensis                                                                |
|  |                                                                                            |

|  | Pachyrhinosaurus perotorum  |
|  |                             |
|  | Pachyrhinosaurus canadensis |
|  |                             |

|  | Pachyrhinosaurus lakustai                                                                  |
|  |                                                                                            |
|  | \| \| Pachyrhinosaurus perotorum \| \| \| \| \| \| Pachyrhinosaurus canadensis \| \| \| \| |
|  |                                                                                            |
|  | Pachyrhinosaurus perotorum                                                                 |
|  |                                                                                            |
|  | Pachyrhinosaurus canadensis                                                                |
|  |                                                                                            |

|  | Pachyrhinosaurus perotorum  |
|  |                             |
|  | Pachyrhinosaurus canadensis |
|  |                             |

|  | Pachyrhinosaurus lakustai                                                                  |
|  |                                                                                            |
|  | \| \| Pachyrhinosaurus perotorum \| \| \| \| \| \| Pachyrhinosaurus canadensis \| \| \| \| |
|  |                                                                                            |
|  | Pachyrhinosaurus perotorum                                                                 |
|  |                                                                                            |
|  | Pachyrhinosaurus canadensis                                                                |
|  |                                                                                            |

|  | Pachyrhinosaurus perotorum  |
|  |                             |
|  | Pachyrhinosaurus canadensis |
|  |                             |

|  | Spinops sternbergorum                                                           |
|  |                                                                                 |
|  | \| \| Centrosaurus apertus \| \| \| \| \| \| Coronosaurus brinkmani \| \| \| \| |
|  |                                                                                 |
|  | Centrosaurus apertus                                                            |
|  |                                                                                 |
|  | Coronosaurus brinkmani                                                          |
|  |                                                                                 |

|  | Centrosaurus apertus   |
|  |                        |
|  | Coronosaurus brinkmani |
|  |                        |

|  | Styracosaurus ovatus      |
|  |                           |
|  | Styracosaurus albertensis |
|  |                           |

|  | Pachyrhinosaurus lakustai                                                                  |
|  |                                                                                            |
|  | \| \| Pachyrhinosaurus perotorum \| \| \| \| \| \| Pachyrhinosaurus canadensis \| \| \| \| |
|  |                                                                                            |
|  | Pachyrhinosaurus perotorum                                                                 |
|  |                                                                                            |
|  | Pachyrhinosaurus canadensis                                                                |
|  |                                                                                            |

|  | Pachyrhinosaurus perotorum  |
|  |                             |
|  | Pachyrhinosaurus canadensis |
|  |                             |

|  | Pachyrhinosaurus lakustai                                                                  |
|  |                                                                                            |
|  | \| \| Pachyrhinosaurus perotorum \| \| \| \| \| \| Pachyrhinosaurus canadensis \| \| \| \| |
|  |                                                                                            |
|  | Pachyrhinosaurus perotorum                                                                 |
|  |                                                                                            |
|  | Pachyrhinosaurus canadensis                                                                |
|  |                                                                                            |

|  | Pachyrhinosaurus perotorum  |
|  |                             |
|  | Pachyrhinosaurus canadensis |
|  |                             |

|  | Pachyrhinosaurus lakustai                                                                  |
|  |                                                                                            |
|  | \| \| Pachyrhinosaurus perotorum \| \| \| \| \| \| Pachyrhinosaurus canadensis \| \| \| \| |
|  |                                                                                            |
|  | Pachyrhinosaurus perotorum                                                                 |
|  |                                                                                            |
|  | Pachyrhinosaurus canadensis                                                                |
|  |                                                                                            |

|  | Pachyrhinosaurus perotorum  |
|  |                             |
|  | Pachyrhinosaurus canadensis |
|  |                             |

|  | Pachyrhinosaurus lakustai                                                                  |
|  |                                                                                            |
|  | \| \| Pachyrhinosaurus perotorum \| \| \| \| \| \| Pachyrhinosaurus canadensis \| \| \| \| |
|  |                                                                                            |
|  | Pachyrhinosaurus perotorum                                                                 |
|  |                                                                                            |
|  | Pachyrhinosaurus canadensis                                                                |
|  |                                                                                            |

|  | Pachyrhinosaurus perotorum  |
|  |                             |
|  | Pachyrhinosaurus canadensis |
|  |                             |

|  | Pachyrhinosaurus lakustai                                                                  |
|  |                                                                                            |
|  | \| \| Pachyrhinosaurus perotorum \| \| \| \| \| \| Pachyrhinosaurus canadensis \| \| \| \| |
|  |                                                                                            |
|  | Pachyrhinosaurus perotorum                                                                 |
|  |                                                                                            |
|  | Pachyrhinosaurus canadensis                                                                |
|  |                                                                                            |

|  | Pachyrhinosaurus perotorum  |
|  |                             |
|  | Pachyrhinosaurus canadensis |
|  |                             |

|  | Pachyrhinosaurus lakustai                                                                  |
|  |                                                                                            |
|  | \| \| Pachyrhinosaurus perotorum \| \| \| \| \| \| Pachyrhinosaurus canadensis \| \| \| \| |
|  |                                                                                            |
|  | Pachyrhinosaurus perotorum                                                                 |
|  |                                                                                            |
|  | Pachyrhinosaurus canadensis                                                                |
|  |                                                                                            |

|  | Pachyrhinosaurus perotorum  |
|  |                             |
|  | Pachyrhinosaurus canadensis |
|  |                             |

|  | Pachyrhinosaurus lakustai                                                                  |
|  |                                                                                            |
|  | \| \| Pachyrhinosaurus perotorum \| \| \| \| \| \| Pachyrhinosaurus canadensis \| \| \| \| |
|  |                                                                                            |
|  | Pachyrhinosaurus perotorum                                                                 |
|  |                                                                                            |
|  | Pachyrhinosaurus canadensis                                                                |
|  |                                                                                            |

|  | Pachyrhinosaurus perotorum  |
|  |                             |
|  | Pachyrhinosaurus canadensis |
|  |                             |

|  | Pachyrhinosaurus lakustai                                                                  |
|  |                                                                                            |
|  | \| \| Pachyrhinosaurus perotorum \| \| \| \| \| \| Pachyrhinosaurus canadensis \| \| \| \| |
|  |                                                                                            |
|  | Pachyrhinosaurus perotorum                                                                 |
|  |                                                                                            |
|  | Pachyrhinosaurus canadensis                                                                |
|  |                                                                                            |

|  | Pachyrhinosaurus perotorum  |
|  |                             |
|  | Pachyrhinosaurus canadensis |
|  |                             |

|  | Styracosaurus ovatus      |
|  |                           |
|  | Styracosaurus albertensis |
|  |                           |

|  | Pachyrhinosaurus lakustai                                                                  |
|  |                                                                                            |
|  | \| \| Pachyrhinosaurus perotorum \| \| \| \| \| \| Pachyrhinosaurus canadensis \| \| \| \| |
|  |                                                                                            |
|  | Pachyrhinosaurus perotorum                                                                 |
|  |                                                                                            |
|  | Pachyrhinosaurus canadensis                                                                |
|  |                                                                                            |

|  | Pachyrhinosaurus perotorum  |
|  |                             |
|  | Pachyrhinosaurus canadensis |
|  |                             |

|  | Pachyrhinosaurus lakustai                                                                  |
|  |                                                                                            |
|  | \| \| Pachyrhinosaurus perotorum \| \| \| \| \| \| Pachyrhinosaurus canadensis \| \| \| \| |
|  |                                                                                            |
|  | Pachyrhinosaurus perotorum                                                                 |
|  |                                                                                            |
|  | Pachyrhinosaurus canadensis                                                                |
|  |                                                                                            |

|  | Pachyrhinosaurus perotorum  |
|  |                             |
|  | Pachyrhinosaurus canadensis |
|  |                             |

|  | Pachyrhinosaurus lakustai                                                                  |
|  |                                                                                            |
|  | \| \| Pachyrhinosaurus perotorum \| \| \| \| \| \| Pachyrhinosaurus canadensis \| \| \| \| |
|  |                                                                                            |
|  | Pachyrhinosaurus perotorum                                                                 |
|  |                                                                                            |
|  | Pachyrhinosaurus canadensis                                                                |
|  |                                                                                            |

|  | Pachyrhinosaurus perotorum  |
|  |                             |
|  | Pachyrhinosaurus canadensis |
|  |                             |

|  | Pachyrhinosaurus lakustai                                                                  |
|  |                                                                                            |
|  | \| \| Pachyrhinosaurus perotorum \| \| \| \| \| \| Pachyrhinosaurus canadensis \| \| \| \| |
|  |                                                                                            |
|  | Pachyrhinosaurus perotorum                                                                 |
|  |                                                                                            |
|  | Pachyrhinosaurus canadensis                                                                |
|  |                                                                                            |

|  | Pachyrhinosaurus perotorum  |
|  |                             |
|  | Pachyrhinosaurus canadensis |
|  |                             |

|  | Pachyrhinosaurus lakustai                                                                  |
|  |                                                                                            |
|  | \| \| Pachyrhinosaurus perotorum \| \| \| \| \| \| Pachyrhinosaurus canadensis \| \| \| \| |
|  |                                                                                            |
|  | Pachyrhinosaurus perotorum                                                                 |
|  |                                                                                            |
|  | Pachyrhinosaurus canadensis                                                                |
|  |                                                                                            |

|  | Pachyrhinosaurus perotorum  |
|  |                             |
|  | Pachyrhinosaurus canadensis |
|  |                             |

|  | Pachyrhinosaurus lakustai                                                                  |
|  |                                                                                            |
|  | \| \| Pachyrhinosaurus perotorum \| \| \| \| \| \| Pachyrhinosaurus canadensis \| \| \| \| |
|  |                                                                                            |
|  | Pachyrhinosaurus perotorum                                                                 |
|  |                                                                                            |
|  | Pachyrhinosaurus canadensis                                                                |
|  |                                                                                            |

|  | Pachyrhinosaurus perotorum  |
|  |                             |
|  | Pachyrhinosaurus canadensis |
|  |                             |

|  | Pachyrhinosaurus lakustai                                                                  |
|  |                                                                                            |
|  | \| \| Pachyrhinosaurus perotorum \| \| \| \| \| \| Pachyrhinosaurus canadensis \| \| \| \| |
|  |                                                                                            |
|  | Pachyrhinosaurus perotorum                                                                 |
|  |                                                                                            |
|  | Pachyrhinosaurus canadensis                                                                |
|  |                                                                                            |

|  | Pachyrhinosaurus perotorum  |
|  |                             |
|  | Pachyrhinosaurus canadensis |
|  |                             |

|  | Pachyrhinosaurus lakustai                                                                  |
|  |                                                                                            |
|  | \| \| Pachyrhinosaurus perotorum \| \| \| \| \| \| Pachyrhinosaurus canadensis \| \| \| \| |
|  |                                                                                            |
|  | Pachyrhinosaurus perotorum                                                                 |
|  |                                                                                            |
|  | Pachyrhinosaurus canadensis                                                                |
|  |                                                                                            |

|  | Pachyrhinosaurus perotorum  |
|  |                             |
|  | Pachyrhinosaurus canadensis |
|  |                             |